# Metropolia Fortaleza
Metropolia Fortaleza – metropolia Kościoła rzymskokatolickiego w Brazylii. Składa się z metropolitalnej archidiecezji Fortaleza i ośmiu diecezji. Została erygowana 10 listopada 1915 r. konstytucją apostolską Catholicae Religionis Bonum papieża Benedykta XV. Od 2023 r. godność arcybiskupa metropolity sprawuje abp Gregório Paixão Neto.
W skład metropolii wchodzą:
- Archidiecezja Fortaleza
  - Diecezja Crateús
  - Diecezja Crato
  - Diecezja Iguatú
  - Diecezja Itapipoca
  - Diecezja Limoeiro do Norte
  - Diecezja Quixadá
  - Diecezja Sobral
  - Diecezja Tianguá

Prowincja kościelna Fortaleza tworzy region kościelny Nordeste I, zwany też regionem Ceara.

## Metropolici
- Manoel da Silva Gomes (1915 – 1941)
- Antônio de Almeida Lustosa (1941 – 1963)
- José de Medeiros Delgado (1963 – 1973)
- Aloísio Lorscheider (1973 – 1995)
- Cláudio Hummes (1996 – 1998)
- José Antônio Aparecido Tosi Marques (1999 – 2023)
- Gregório Paixão Neto (od 2023)